# Softball Golden League
La Softball Golden League è il massimo campionato di softball olandese, il più competitivo in Europa insieme alla Serie A1 italiana.

## Storia
I primi campionati nazionali vennero giocati a partire dal 1952. L’attuale campionato nacque però nel 1966 con il nome di Hoofdklasse, che mantenne fino al 2014 ed assumerà nuovamente dalla stagione 2021.
Dal 1966 al 1981 la squadra vincitrice del torneo era anche campione nazionale. In seguito, fino al 2014, si disputarono le Holland Series (ad eccezione di quattro anni: 1985, 1986, 1989, 1991). Dal 2015 al 2019 si è giocato un play-off a quattro squadre, mentre nel 2020 il titolo non è stato assegnato a causa della pandemia di COVID-19.

## Squadre partecipanti nel 2021
- Amsterdam Pirates
- Hoofddorp Pioniers
- Olympia Haarlem
- Onze Gezellen
- Quick Amersfoort
- ROEF!
- Sparks Haarlem
- Tex Town Tigers

## Albo d’oro
| - 1952: HHC - 1953: HHC - 1954: HHC - 1955: HCK - 1956: HHC - 1957: HHC - 1958: HHC - 1959: De Pinguins - 1960: HCK - 1961: HCK - 1962: HHC - 1963: HHC - 1964: VODO - 1965: HHC | - 1966: DSS - 1967: DSS - 1968: DSS - 1969: Terrasvogels - 1970: HHC - 1971: Terrasvogels - 1972: DSS - 1973: HHC - 1974: DSS - 1975: Terrasvogels - 1976: DSS - 1977: DSS - 1978: HHC - 1979: Terrasvogels | - 1980: Terrasvogels - 1981: Terrasvogels - 1982: Terrasvogels - 1983: Terrasvogels - 1984: Terrasvogels - 1985: HCAW - 1986: BVC Bloemendaal - 1987: HCAW - 1988: HCAW - 1989: Terrasvogels - 1990: HCAW-Tijgers - 1991: HCAW-Tijgers - 1992: HCAW-Tijgers - 1993: HCAW-Tijgers | - 1994: Twins - 1995: HCAW-Tijgers - 1996: Sparks - 1997: HCAW - 1998: Terrasvogels - 1999: Terrasvogels - 2000: Terrasvogels - 2001: Sparks Haarlem - 2002: Sparks Haarlem - 2003: DSC '74 - 2004: Sparks Haarlem - 2005: Sparks Haarlem - 2006: Sparks Haarlem - 2007: Terrasvogels | - 2008: Tex Town Tigers - 2009: Tex Town Tigers - 2010: Sparks Haarlem - 2011: Sparks Haarlem - 2012: Alcmaria Victrix - 2013: Terrasvogels - 2014: Sparks Haarlem - 2015: Sparks Haarlem - 2016: Sparks Haarlem - 2017: Olympia Haarlem - 2018: Olympia Haarlem - 2019: ROEF! - 2020: Titolo non assegnato - 2021: Olympia Haarlem |

## Titoli per squadra
| Squadra          | Titoli |
| Terrasvogels     | 15     |
| HHC              | 12     |
| Sparks Haarlem   | 11     |
| HCAW             | 9      |
| DSS              | 7      |
| Olympia Haarlem  | 3      |
| HCK              | 3      |
| Tex Town Tigers  | 2      |
| De Pinguins      | 1      |
| VODO             | 1      |
| BVC Bloemendaal  | 1      |
| Twins            | 1      |
| DSC '74          | 1      |
| Alcmaria Victrix | 1      |
| ROEF!            | 1      |